# Павло Емілій Регілл
Павло Емілій Регілл (*Paulus Aemilius Regillus, бл.10 до н. е. — після 15) — державний діяч часів ранньої Римської імперії.

## Життєпис
Походив з патриціанського роду Еміліїв. Син Павла Емілія Лепіда, консула-суфекта 34 року до н. е., та Клавдії Марцелли Молодшої. Практично відразу після народження увійшов до колегії квіндецемвірів священнодіянь.
У 15 році імператор Тиберій призначає Регілла на посади префекта з судовою владою та квестора у Тарраконській Іспанії. Під час своєї каденції стає патроном міста Сагунта. Про подальшу долю немає відомостей.